# Alto Teles Pires (tiểu vùng)
Alto Teles Pires là một tiểu vùng thuộc bang Mato Grosso, Brasil. Tiều vùng này có diện tích 54043 km², dân số năm 2007 là 101610 người.